# Municipio de Rock (Kansas)
El municipio de Rock (en inglés: Rock Township) es un municipio ubicado en el condado de Marshall en el estado estadounidense de Kansas. En el año 2010 tenía una población de 137 habitantes y una densidad poblacional de 1,48 personas por km².

## Geografía
El municipio de Rock se encuentra ubicado en las coordenadas 39°46′53″N 96°24′13″O / 39.78139, -96.40361. Según la Oficina del Censo de los Estados Unidos, el municipio tiene una superficie total de 92.67 km², de la cual 92,24 km² corresponden a tierra firme y (0,46 %) 0,42 km² es agua.

## Demografía
Según el censo de 2010, había 137 personas residiendo en el municipio de Rock. La densidad de población era de 1,48 hab./km². De los 137 habitantes, el municipio de Rock estaba compuesto por el 97,81 % blancos y el 2,19 % eran de una mezcla de razas. Del total de la población el 3,65 % eran hispanos o latinos de cualquier raza.